# Superjoint Ritual

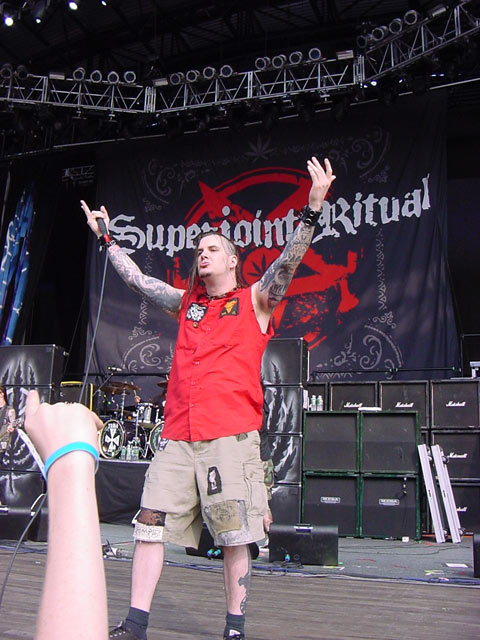
Phil Anselmo bij een optreden van Superjoint Ritual

Superjoint Ritual was een metalcore/hardcore punk band afkomstig uit New Orleans, USA. 
De band werd opgericht in de jaren negentig bij wijze van side-project door Phil Anselmo (bekend van Pantera), Jimmy Bower en Joe Fazzio.
Bandleden die later volgden waren Hank Williams en Kevin Bond. In 2021 werd bekend dat de band ermee is gestopt.

## Albums
| Datum | Album                            |
| ----- | -------------------------------- |
| 2001  | Use Once and Destroy             |
| 2003  | A Lethal Dose of American Hatred |